# タイの医療
タイの医療は、いくつかの非政府機関とともに公衆衛生省（MOPH）によって監督され、タイの公立病院ネットワークはすべてのタイ国民に普遍的な医療を提供している。バンコクや大都市圏においては私立病院が医療システムを補完する役割を果たす。タイは世界有数の医療観光目的地の1つとなっているが、一方で、農村部での医療へのアクセスは依然として都市部よりはるかに遅れている。

## 医療制度
これまで、全国民を対象とした社会保障制度は整備されておらず、業種ごとに異なる制度が導入運営されていた。2004年に国家社会保障制度に関する法律第40号が交付され、制度を統一し全国民を対象とした新制度を整備。非営利の事業組織体として社会保障実施機関が設置され、2014年1月から医療保険制度の運用が開始された。労災補償制度、老齢給付、年金制度は2015年7月に運用開始。2015年現在の加入者数は1270万人で、加入者にはIDカードが発行される。被保険者資格は全国民で、被保険者の配偶者と21歳未満の家族が給付対象となる。施行当初は既存の制度を統一化することにとどめをさし、2019年までに全国民にカバー率を広げることとされた。保険料は就業形態により異なっているが、6ヶ月以上タイで働く外国人も加入対象となっている。